# Familia Köpcentrum
Familia Köpcentrum är ett köpcentrum i Hyllinge, Åstorps kommun, som invigdes den 26 september 2006. Det är en del av Hyllinge Handelsplats. Hyllinge ligger omkring 13 km från centrala Helsingborg och 7 km från centralorten Åstorp. Till Bjuv i Bjuvs kommun är det ca 5 km, och till Väla centrum ca 6 km. 
Familia ägs av G&K Blanks Fastigheter AB och samarbetar med stormarknaderna City Gross och Ica Maxi. Familia och City Gross använder samma ingång via ett stort torn som tidigare endast varit City Gross. Familia hade som mest 50 butiker, men flertal butiker har stängt ner och endast ett fåtal butiker är kvar.  City Gross lade ner sin butik, vilket var City Gross-koncernens första butik i Sverige. Idag är endast fem butiker kvar i köpcentret.
Enligt gammal information från Familia så beräknas det i dagsläget att drygt 6 miljoner kunder kommer besöka köpcentrumet och butikerna omsätter ca. 2 miljarder kr om året. 
2014 köpte Thon Property köpcentrat med ambitionen att utveckla det till Sveriges första outlet- och upplevelsecenter. Köpcentrat skulle stå klart 2019 med en ny entré och ett flertal matställen. Idag är Familia-skylten nedplockad och Hyllinge Cash är numera dragplåstret. Sommaren 2021 köpte G&K Blank Fastigheter i Skara fastigheten.